# Sydney Bailey
Sydney Frederick Bailey (1886 - ?) va ser un ciclista britànic amateur que va prendre part en els Jocs Olímpics de 1908. També va guanyar una medalla de bronze al Campionat del món de Mig fons de 1910, per darrere del belga Henri Hens i el francès Louis Delbor.